# برونو بونل
برونو بونل (انگلیسی: Bruno Bonnell؛ زادهٔ ۶ اکتبر ۱۹۵۸) مهندس، کارآفرین و سیاستمدار اهل فرانسه است، که در سال ۱۹۸۶ شرکت بازی‌های رایانه‌ای آتاری اس‌ای را تأسیس کرد. وی همچنین برندهٔ جوایزی همچون لژیون دونور (شوالیه) شده‌است.